# Simpson-Nunatak
Der Simpson-Nunatak ist ein 1165 m (nach Angaben des UK Antarctic Place-Names Committee 650 m) hoher Nunatak im Grahamland auf der Antarktischen Halbinsel. Er ragt am Südrand des Aitkenhead-Gletschers auf der Trinity-Halbinsel auf.
Das UK Antarctic Place-Names Committee benannte ihn 1964 nach Hugh Walter Simpson (1931–2020) vom Falkland Islands Dependencies Survey, der von der Station an der Hope Bay aus an der Erkundung des Detroit-Plateaus im Jahr 1957 beteiligt war.